# David Strub

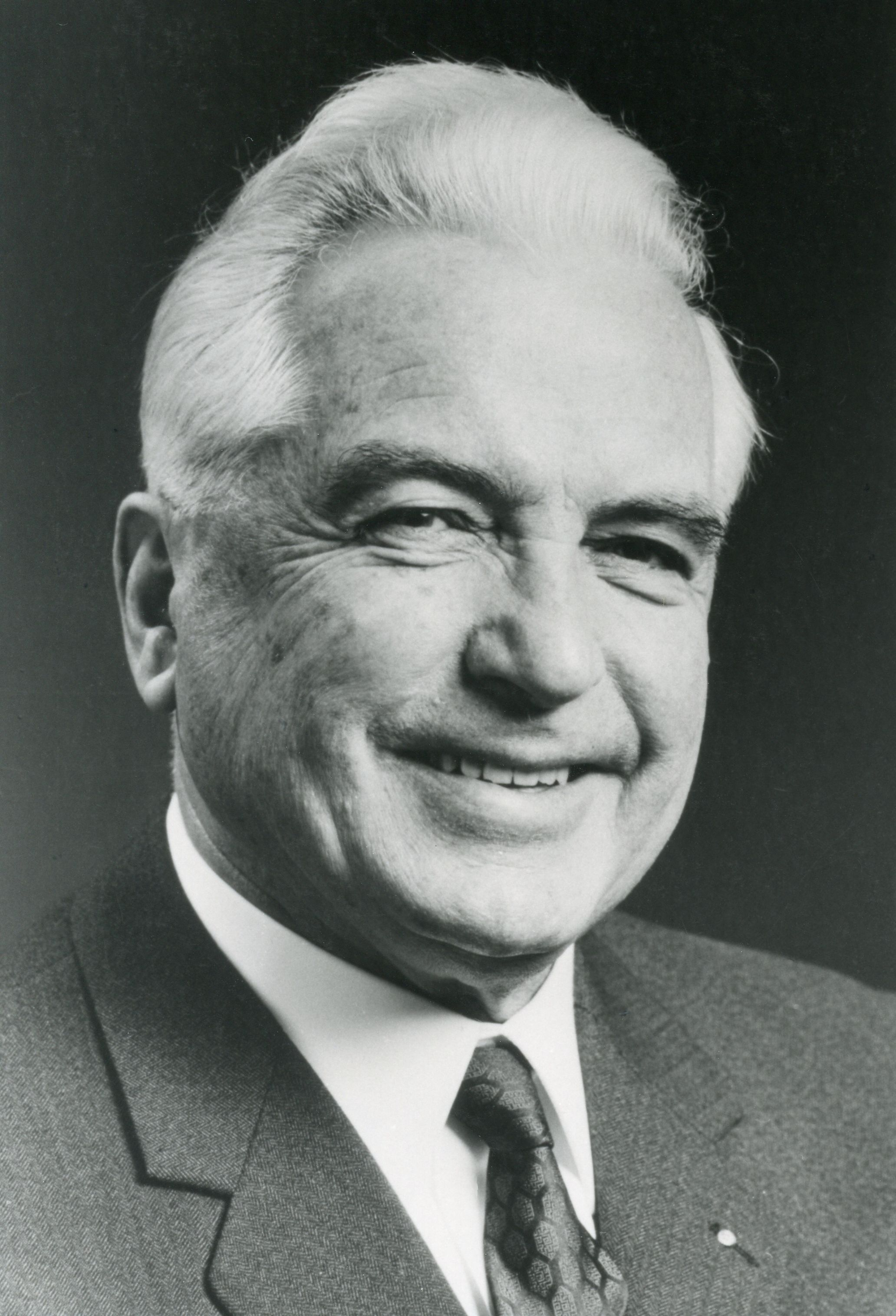
David Strub, 1960

David Strub (* 16. September 1897 in Vaduz; † 15. November 1985 ebenda) war ein liechtensteinischer Politiker (FBP).

## Biografie
David Strub war das älteste von fünf Kindern des Landweibels Josef Strub (1872–1939) und dessen Frau Karolina (geborene Thöny). Strub war Bürger von Vaduz und besuchte die dortige Realschule. Von 1913 bis 1919 war er Diurnist bei der Regierungskanzlei, von 1919 bis 1923 dann Regierungskanzlist. Nachdem er ab 1923 bei der Bank in Liechtenstein gearbeitet hatte, wurde er 1939 als selbständiger Kaufmann und Treuhänder tätig. Von 1945 bis 1958 sass er im Verwaltungsrat der Bank in Liechtenstein. Von 1959 bis 1966 war er Verwaltungsratspräsident der Liechtensteinischen Landesbank.
Strub, der der Fortschrittlichen Bürgerpartei in Liechtenstein (FBP) angehörte, bekleidete von 1942 bis 1966 das Amt des Bürgermeisters von Vaduz. Als solcher trieb er die Entwässerung des Vaduzer Riets, zur landwirtschaftlichen Nutzbarmachung voran und liess die Wasserversorgung und die Kanalisation von Vaduz ausbauen. 1960 kam es in Vaduz zur Inbetriebnahme der ersten Kläranlage Liechtensteins. Da sich die Bevölkerung von Vaduz von 2000 im Jahr 1942 auf 4000 im Jahr 1966 vergrösserte, war ein weiterer Schwerpunkt seiner Amtszeit der Ausbau der Infrastruktur.

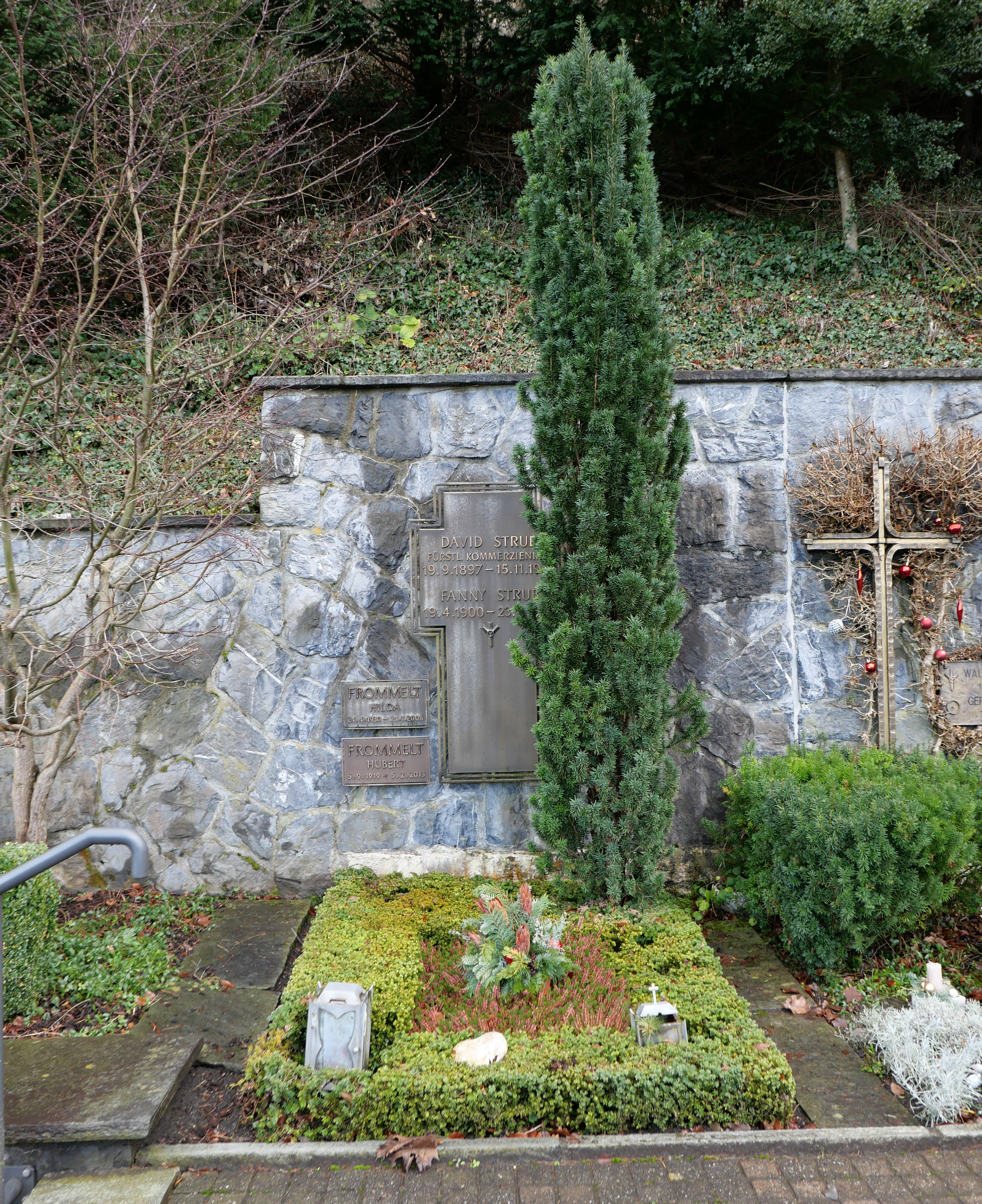
Das Familiengrab im Jahr 2024

Daneben gehörte er von 1945 bis 1957 als Abgeordneter dem Landtag des Fürstentums Liechtenstein an und fungierte dort in dieser Zeit von 1945 bis 1954, von 1955 bis 1956, sowie im Jahr 1957 als Landtagspräsident. Die mehrmaligen Unterbrechungen hierbei, waren einem Kompromiss zwischen der Fortschrittlichen Bürgerpartei under Vaterländischen Union nach der Landtagswahl im Juni 1953 geschuldet, sodass sich Strub mit Alois Ritter abwechselte. Des Weiteren fungierte Strub in den Jahren 1954 und 1956 als Landtagsvizepräsident. 1954 verlieh ihm Fürst Franz Josef II. das Komturkreuz des Fürstlich Liechtensteinischen Verdienstordens, sowie 1956 den Titel Fürstlicher Kommerzienrat. Bei der Landtagswahl 1957 verzichtete Strub auf eine erneute Kandidatur, um sich auf sein Bürgermeisteramt zu konzentrieren. 1977 wurde er Ehrenbürger von Vaduz.
Strub war seit dem 19. April 1928 mit der aus Gries bei Bozen stammenden Franziska "Fanny" Grünberger (1900–1985) verheiratet. Aus der Ehe gingen zwei Töchter hervor. Anfang Juli 1984 erlitt er einen Schlaganfall, von dem er sich nicht mehr erholte. Er starb am 15. November 1985 in Vaduz, fünf Monate nach dem Tod seiner Frau. Strub fand seine letzte Ruhestätte auf dem Friedhof Vaduz neben seiner Frau. Im gleichen Grab wurden auch eine ihrer beiden Töchter, Hilda (1930–2008), sowie deren Ehemann Hubert Frommel (1919–2013) bestattet.